# 富木舘村
富木舘村（とみきだてむら）は、かつて青森県にあった村。
現在の藤崎町北部にあった村。常盤村との合併を経て、藤崎町との合併により藤崎町になった。

## 沿革
- 1889年（明治22年）4月1日 - 町村制施行により南津軽郡富柳村、水木村、久井名館村、福館村が合併し、富木舘村が発足。
- 1894年（明治27年）2月26日 - 南津軽郡野沢村の一部を編入。
- 1954年（昭和29年）5月3日 - 南津軽郡常盤村と合併し常盤村を新設して消滅。

## 施設
常盤村との合併時点
- 育英中学校
- 福舘中学校
- 育英小学校
- 福舘小学校